# شاهزاده آستوریاس
شاهزاده آستوریاس (اسپانیایی: Príncipe de Asturias‎) طبق قانون اساسی ۱۹۷۸ اسپانیا وارث تاج و تخت است.

## فهرست شاهزادگان
| تصویر | نام                                         | وارث                                           | از        | تا        | تا |
| تصویر | نام                                         | وارث                                           | از        | سال       | علت |
| ----- | ------------------------------------------- | ---------------------------------------------- | --------- | --------- | --- |
|       | انریکه سوم (۱۳۷۹-۱۴۰۶)                      | خوآن یکم، پادشاه کاستیا (پدر)                  | ۱۳۸۸      | ۱۳۹۰      | به عنوان هنری سوم بر تخت نشست |
|       | ماری کاستیل (۱۴۰۱-۱۴۵۸)                     | انریکه سوم (پدر)                               | ۱۴۰۲      | ۱۴۰۵      | با تولد برادر برکنار شد |
|       | خوآن دوم، پادشاه کاستیا و لئون (۱۴۰۵-۱۴۵۴)  | انریکه سوم (پدر)                               | ۱۴۰۵      | ۱۴۰۶      | به عنوان جان دوم بر تخت نشست |
|       | کاترین آستوریاس (۱۴۲۲-۱۴۲۶)                 | خوآن دوم، پادشاه کاستیا و لئون (father)        | ۱۴۲۳      | ۱۴۲۴      | مرگ |
|       | النور کاستیل (۱۴۲۳-۱۴۲۵)                    | خوآن دوم، پادشاه کاستیا و لئون (father)        | ۱۴۲۴      | ۱۴۲۵      | با تولد برادر برکنار شد |
|       | انریکه چهارم (۱۴۲۵-۱۴۷۴)                    | خوآن دوم، پادشاه کاستیا و لئون (father)        | ۱۴۲۵      | ۱۴۵۴      | به عنوان هنری چهارم بر تخت نشست |
|       | خوانا لا بلترانخا (۱۴۶۲-۱۵۳۰)               | انریکه چهارم (پدر)                             | ۱۴۶۲      | ۱۴۶۴      | سلب ارث به نفع نیمه عمه |
|       | شاهزاده آلفونسوی آستوریاس (۱۴۵۳-۱۴۶۸)       | انریکه چهارم (خواهر و برادر ناتنی)             | ۱۴۶۵      | ۱۴۶۸      | مرگ |
|       | ایزابل یکم (۱۴۵۱-۱۵۰۴)                      | انریکه چهارم (خواهر و برادر ناتنی)             | ۱۴۶۸      | ۱۴۷۰      | به نفع خواهرزاده ناتنی از ارث محروم شد |
|       | خوانا لا بلترانخا (۱۴۶۲-۱۵۳۰)               | انریکه چهارم (پدر)                             | ۱۴۷۰      | ۱۴۷۴      | تاج و تختی که ایزابل اول بر عهده گرفت |
|       | ایزابل آراگون، ملکه پرتغال (۱۴۷۰-۱۴۹۸)      | ایزابل یکم (مادر)                              | ۱۴۷۶      | ۱۴۸۰      | با تولد برادر برکنار شد |
|       | جان، شاهزاده آستوریاس (۱۴۷۸-۱۴۹۷)           | ایزابل یکم (مادر)                              | ۱۴۸۰      | ۱۴۹۷      | مرگ |
|       | ایزابل آراگون، ملکه پرتغال (۱۴۷۰-۱۴۹۸)      | ایزابل یکم (مادر)                              | ۱۴۹۸      | ۱۴۹۸      | مرگ |
|       | میگل داپاز، شاهزاده پرتغال (۱۴۹۸-۱۵۰۰)      | ایزابل یکم (مادر بزرگ)                         | ۱۴۹۹      | ۱۵۰۰      | مرگ |
|       | خوآنای یکم (۱۴۷۹-۱۵۵۵)                      | ایزابل یکم (مادر)                              | ۱۵۰۲      | ۱۵۰۴      | بر تخت نشست |
|       | کارل پنجم (۱۵۰۰-۱۵۵۸)                       | خوآنای یکم (مادر)                              | ۱۵۰۴      | ۱۵۱۶      | به عنوان چارلز اول بر تخت سلطنت نشست |
|       | فلیپه دوم (۱۵۲۷-۱۵۹۸)                       | کارل پنجم و خوآنای یکم (پدر و مادربزرگ)        | ۱۵۲۸      | ۱۵۵۶      | به عنوان فیلیپ دوم بر تخت نشست |
|       | کارلوس آستوریاس (۱۵۴۵-۱۵۶۸)                 | فلیپه دوم (پدر)                                | ۱۵۶۰      | ۱۵۶۸      | مرگ |
|       | شاهزاده فردیناند آستوریاس (۱۵۷۱-۱۵۷۸)       | فلیپه دوم (پدر)                                | ۱۵۷۳      | ۱۵۷۸      | مرگ |
|       | شاهزاده دیگو آستوریاس (۱۵۷۵-۱۵۸۲)           | فلیپه دوم (پدر)                                | ۱۵۸۰      | ۱۵۸۲      | مرگ |
|       | فلیپه سوم (۱۵۷۸-۱۶۲۱)                       | فلیپه دوم (پدر)                                | ۱۵۸۴      | ۱۵۹۸      | به عنوان فیلیپ سوم بر تخت سلطنت نشست |
|       | فلیپه چهارم (۱۶۰۵-۱۶۶۵)                     | فلیپه سوم(پدر)                                 | ۱۶۰۸      | ۱۶۲۱      | به عنوان فیلیپ چهارم بر تخت نشست |
|       | بالتازار چارلز آستوریاس (۱۶۲۹-۱۶۴۶)         | فلیپه چهارم                                    | ۱۶۳۲      | ۱۶۴۶      | مرگ |
|       | فیلیپ پروسپرو، شاهزاده آستوریاس (۱۶۵۷-۱۶۶۱) | فلیپه چهارم                                    | ۱۶۵۸      | ۱۶۶۱      | مرگ |
|       | چارلز اتریش (۱۶۶۱-۱۷۰۰)                     | فلیپه چهارم                                    | ۱۶۶۱      | ۱۶۶۵      | به عنوان چارلز دوم بر تخت سلطنت نشست |
|       | لوئیس یکم (۱۷۰۷-۱۷۲۴)                       | فلیپه پنجم (پدر)                               | ۱۷۰۹      | ۱۷۲۴      | به عنوان لوئی اول بر تخت سلطنت نشست |
|       | فرناندو ششم (۱۷۱۳-۱۷۵۹)                     | فلیپه پنجم (پدر)                               | 1724      | 1746      | به عنوان فردیناند ششم بر تخت سلطنت نشست |
|       | کارلوس چهارم (۱۷۱۶-۱۷۸۸)                    | کارلوس سوم (پدر)                               | ۱۷۶۰      | ۱۷۸۸      | به عنوان چارلز چهارم بر تخت سلطنت نشست |
|       | فرناندو هفتم (۱۷۸۴-۱۸۳۳)                    | کارلوس چهارم (پدر)                             | ۱۷۸۹      | ۱۸۰۸      | به عنوان فردیناند هفتم بر تخت نشست |
|       | ایزابل دوم (۱۸۳۰-۱۹۰۴)                      | فرناندو هفتم (پدر)                             | ۱۸۳۰      | ۱۸۳۳      | به عنوان ایزابلا دوم بر تخت سلطنت نشست |
|       | شاهدخت ایزابلای آستوریاس (۱۸۵۱-۱۹۳۱)        | ایزابل دوم (مادر)                              | ۱۸۵۱      | ۱۸۵۷      | با تولد برادرش برکنار شد |
|       | آلفونسوی دوازدهم (۱۸۵۷-۱۸۸۵)                | ایزابل دوم (مادر)                              | ۱۸۵۷      | ۱۸۶۸      | برکناری مادر |
|       | امانوئل فیلیبرتو (۱۸۶۹-۱۹۳۱)                | آمادئوی یکم                                    | ۱۸۷۱      | ۱۸۷۳      | کناره گیری پدر |
|       | شاهدخت ایزابلای آستوریاس (۱۸۵۱-۱۹۳۱)        | آلفونسوی دوازدهم (برادر)                       | ۱۸۷۵      | ۱۸۸۰      | تبعید |
|       | شهدخت مرسدس آستوریاس (۱۸۸۰-۱۹۰۴)            | آلفونسوی دوازدهم (پدر) آلفونسوی سیزدهم (برادر) | ۱۸۸۰-۱۸۸۶ | ۱۸۸۵-۱۹۰۴ | تبعید |
|       | آلفونسوی آستوریاس (۱۹۰۷-۱۹۳۸)               | آلفونسوی سیزدهم (پدر)                          | ۱۹۰۷      | ۱۹۳۳      | از حقوق جانشینی خود صرف نظر کرد |
|       | خوآن، کنت بارسلونا (۱۹۱۳-۱۹۹۳)              | آلفونسوی سیزدهم (پدر)                          | ۱۹۳۳      | ۱۹۴۱      | او به عنوان وارث ظاهری تاج و تخت اسپانیا شناخته شد و از 21 ژوئن 1933 این عنوان را به تظاهر داشت، اما ترجیح داد از عنوان کنت بارسلونا استفاده کند. در مه ۱۹۷۷ 14 به نفع پسرش خوان کارلوس از ادعای خود برای تاج و تخت صرف نظر کرد |
|       | فلیپه ششم (۱۹۶۸-)                           | خوآن کارلوس یکم (پدر)                          | ۱۹۷۷      | ۲۰۱۴      | به عنوان فیلیپه ششم بر تخت سلطنت نشست |
|       | لئونور، شاهدخت آستوریاس (۲۰۰۵-)             | فلیپه ششم (پدر)                                | ۲۰۱۴      | متصدی     | |